# Jannik Lodders
Jannik Lodders (* 11. Juli 1992 in Hannover) ist ein ehemaliger deutscher Basketballspieler.

## Laufbahn
Der Sohn des früheren Nationalspielers Eckhard Lodders und ältere Bruder von Robin Lodders, der ebenfalls Basketballprofi wurde, spielte in der Jugend des TSV Luthe, der SG 05 Ronnenberg und des TK Hannover. In der Saison 2010/11 spielte er für die Herrenmannschaft des Turn Klubbs in der 2. Regionalliga, ab 2011 gehörte er zum Aufgebot der UBC Hannover Tigers in der 2. Bundesliga ProB. Dort entwickelte er sich zum Stammspieler. Als der UBC nach der Saison 2013/14 seinen Spielbetrieb einstellte, wechselte Lodders zum ProA-Verein VfL Kirchheim. Dort absolvierte er die Saison 2014/15, in der Folgesaison stand er bei den Rockets Gotha (ebenfalls ProA) unter Vertrag, ehe er im Sommer 2016 zu einem weiteren Zweitligisten, ETB Essen, wechselte. Dort spielt er an der Seite seines jüngeren Bruders. Er stieg mit Essen in die ProB ab, blieb aber in der ProA, indem er zur Saison 2017/18 zu Phoenix Hagen wechselte. Nach dem Ende der Saison 2020/21 zog sich Lodders, der neben der sportlichen Karriere Informatik studierte, aus dem Profibereich zurück. Er ließ sich mit seiner Familie in Hannover nieder, stieg ins Berufsleben ein und schloss sich im Januar 2022 dem Regionalligisten TSV Neustadt am Rübenberge an. Mit der Mannschaft gewann er 2024 die Meisterschaft in der 1. Regionalliga Nord.
Zwischen 2018 und 2020 trat Lodders auch im 3×3-Basketball an und stand im Aufgebot der Nationalmannschaft.